# Các môn nghệ thuật
Các môn nghệ thuật (tiếng Anh: the arts) hay loại hình/hình thức nghệ thuật là một phần quan trọng của văn hóa, bao gồm nhiều lĩnh vực/hình thức nghệ thuật mà tất cả đều sử dụng sự thôi thúc mang tính sáng tạo của con người. Thuật ngữ chỉ một loạt nhiều lĩnh vực, hình thức tồn tại ổn định của nghệ thuật là hình họa, kiến trúc, điêu khắc, âm nhạc, văn học, sân khấu, xiếc, nhiếp ảnh, điện ảnh,v.v. chứ không phải chỉ có "nghệ thuật" trong nghĩa hiện đại thường dùng để chỉ các môn nghệ thuật thị giác mà thôi. Những lĩnh vực nghệ thuật chính yếu khác là các môn nghệ thuật văn chương, thường gọi là văn chương – bao gồm thơ, tiểu thuyết, và truyện ngắn, cùng những hình thức khác – và nghệ thuật trình diễn, trong đó có âm nhạc, múa, ảo thuật, kịch nghệ và điện ảnh.
Nguồn gốc sâu xa của sự phát sinh và phát triển của các loại hình nghệ thuật trong lịch sử là tính đa dạng của các quá trình, các hiện tượng trong thực tại, và sự khác biệt của những phương thức cũng như nhiệm vụ phản ánh thẩm mỹ và cải tạo hiện thực do nhu cầu nhiều mặt của con người.
Mỗi loại hình nghệ thuật có những đặc trưng riêng, được quy định bởi đặc điểm của đối tượng miêu tả, phương thức tái hiện. nhiệm vụ nghệ thuật và bởi cả những phương tiện vật chất chủ yếu tạo nên hình tượng nghệ thuật.
Ví dụ: văn học xây dựng hình tượng bằng ngôn từ; hội hoạ – đường nét, màu sắc – sáng tối; âm nhạc – âm thanh, nhịp diệu; điêu khắc – đường nét, hình khối – không gian…
Trước kia cũng như hiện nay, đã và đang tồn tại nhiều cách phân loại khác nhau về loại hình nghệ thuật. Có khi người ta chia nghệ thuật thành nghệ thuật có tính tạo hình (như hội họa, điêu khắc…) và nghệ thuật có tính biểu hiện (như âm nhạc, vũ đạo, kiến trúc…). Có khi người ta lại chia nghệ thuật thành nhóm các nghệ thuật không gian (như: hội họa, điêu khắc, kiến trúc…), nhóm các nghệ thuật thời gian (như: âm nhạc…) và nhóm nghệ thuật không gian – thời gian (như kịch câm, vũ đạo…).Văn học thường được xếp vào nhóm các nghệ thuật thời gian và có tính tạo hình (loại tự sự) hoặc có tính biểu hiện (loại trữ tình).
Tuy nhiên, tất cả những sự phân loại trên đều có tính chất ước định. Mối liên hệ qua lại, sự làm phong phú cho nhau, sự tổng hợp các loại hình nghệ thuật đều có ý nghĩa quan trọng trong thực tiễn phát triển nghệ thuật nhằm thỏa mãn nhu cầu ngày càng đa dạng của con người.